# Protoneura prolongata
Protoneura prolongata é uma espécie de libelinha da família Protoneuridae. 
Pode ser encontrada nos seguintes países: possivelmente Brasil e possivelmente em Peru.
Os seus habitats naturais são: rios. 